# Obstacle
La definició d'obstacle no és clara, ja que canvia en funció del personatge que el pateix. Per tant, els guionistes els gestionen de diferent manera segons el tipus d'història que volen narrar. Se'ls classifica per ser durs i difícils de combatre pel personatge però mai poder arribar a ser impossibles de resoldre.
Existeixen tres categories d'obstacle: l'obstacle intern, l'obstacle extern i els obstacles externs d'origen intern o els obstacles interns d'origen extern.

## Obstacle intern
Provenen del propi personatge de manera que generen una certa ambigüitat. Fins i tot, el personatge pot arribar a desenvolupar una personalitat complexa a causa de traumes que ha viscut amb anterioritat.
És important destacar que aquests conflictes són interns perquè no són generats pel context que envolta els personatges. Remeten a reflexions, fins i tot qüestionar-nos com a espectadors i identificar-nos amb els personatges o no. Atrapen més a l'espectador però alhora són més difícils de treballar.

## Obstacle extern
Provenen del context que envolta el personatge. No hi ha una implicació directa amb el personatge i acostuma a ser un obstacle injustificat. Són tractaments convencionals, ja que són fàcils de desenvolupar i funcionen força bé. No afecten a la transcendència del guió i no són gaire profunds, a diferència dels obstacles interns.

## Obstacles externs d'origen intern/Obstacles interns d'origen extern
Hi ha molt poques propostes d'aquests tipus, però sempre acostumen a atrapar a qualsevol espectador perquè són molt complexes de treballar, tot i que tenen un atractiu enorme. Un fet extern que arriba i que canvia l'interior del personatge, o al revés.